# Jean-Pierre Ghysels
Jean-Pierre Ghysels est un sculpteur belge né à Uccle le 20 septembre 1932 et mort le 23 juillet 2024 à Couture-Saint-Germain. Il est l’auteur de la Fontaine de la Tour du Midi à Bruxelles.

## Biographie
Initialement formé à l’École des Métiers d'Arts de Maredsous, Ghysels suit les cours de Zadkine à l’académie de la Grande Chaumière, à Paris.
Jean-Pierre Ghysels est un artiste monumental de tôle soudée. Il crée des formes dont l'opulence est brisée par des arêtes.
Plusieurs des œuvres de Ghysels décorent Bruxelles, notamment dans la station de métro Botanique ou la sculpture ornant le plan d'eau, au pied de la tour du Midi.
En 1954, il réalise un calvaire à quelques dizaines de mètres du Château du Héron, la maison communale de Rixensart,,
En 2008 paraît « Ghysels », texte de Jean-Pierre Van Tieghem et photos de Christian Carez, chez 5 Continents Éditions Seuil.
Jean-Pierre Ghysels meurt le 23 juillet 2024 à Couture-Saint-Germain à l'âge de 91 ans,.

Le calvaire de Rixensart (1954)
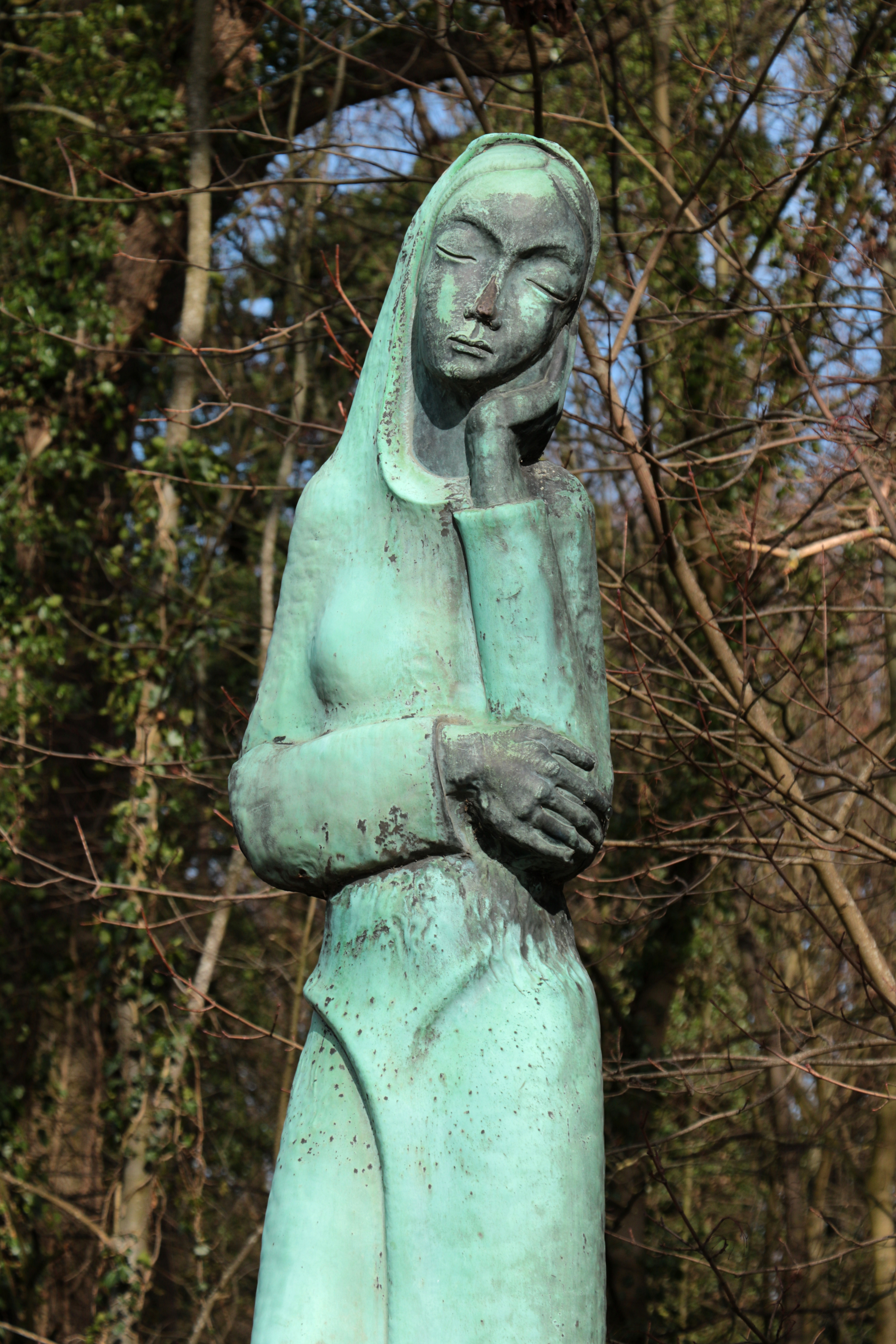
La Vierge.
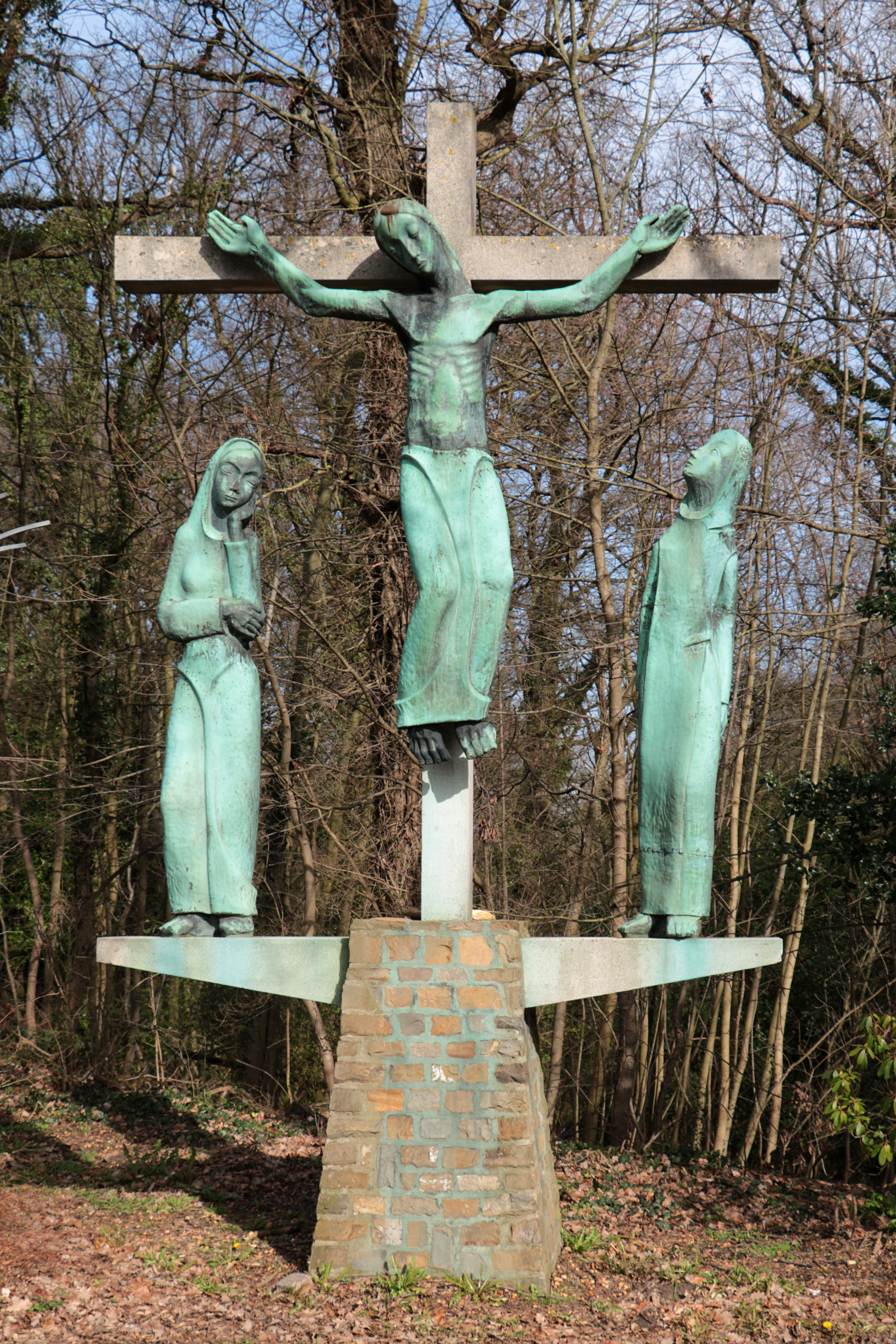
Le calvaire.
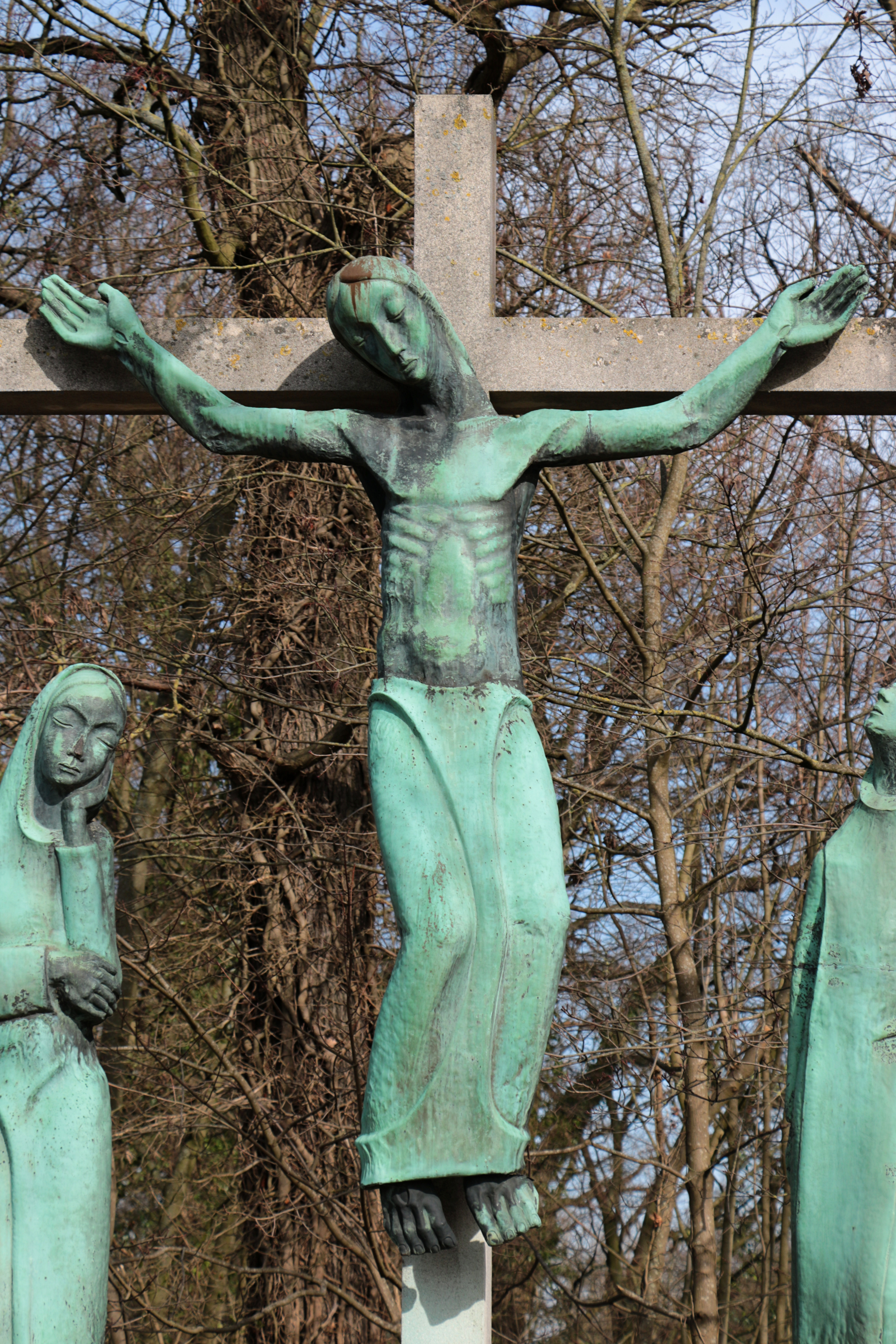
Le Christ.
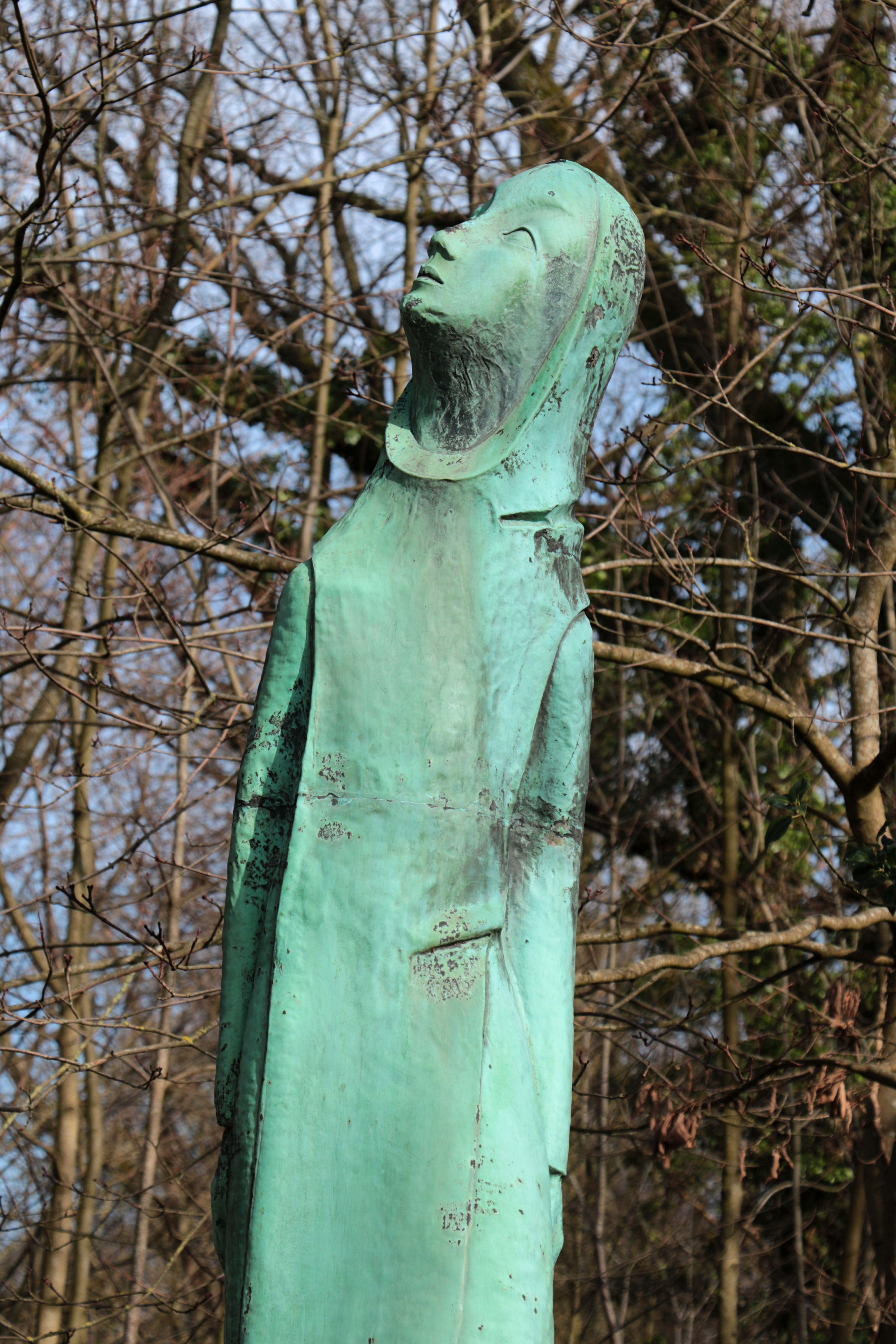
Saint Jean.